# Daniel Haller
Pour les articles homonymes, voir Haller.
Daniel Haller est un directeur artistique, producteur et réalisateur américain né en 1926 à Glendale, en Californie (États-Unis).

## Filmographie

### comme directeur artistique
- 1956 : Hot Rod Girl (en)
- 1958 : I Mobster
- 1958 : Suicide Battalion
- 1958 : War of the Satellites
- 1958 : Mitraillette Kelly (Machine-Gun Kelly)
- 1958 : Hot Car Girl
- 1958 : Night of the Blood Beast
- 1958 : No Place to Land
- 1959 : Les Pillards de la prairie (Plunderers of Painted Flats)
- 1959 : The Girl in Lovers Lane
- 1959 : Tank Commandos
- 1959 : Ghost of Dragstrip Hollow
- 1959 : Diary of a High School Bride
- 1959 : Un baquet de sang (A Bucket of Blood)
- 1959 : Attack of the Giant Leeches
- 1959 : The Atomic Submarine
- 1959 : La Femme guêpe (The Wasp Woman)
- 1960 : Valley of the Redwoods
- 1960 : La Petite Boutique des horreurs (The Little Shop of Horrors)
- 1960 : The Wild Ride
- 1961 : Le Maître du monde (Master of the World)
- 1961 : The Cat Burglar
- 1961 : La Chambre des tortures (Pit and the Pendulum)
- 1962 : Premature Burial
- 1962 : La Tour de Londres (Tower of London)
- 1963 : Le Corbeau (The Raven)
- 1963 : L'Étrange destin du juge Cordier (Diary of a Madman)
- 1963 : Operation Bikini (en)
- 1963 : L'Halluciné (The Terror)
- 1963 : Beach Party
- 1963 : La Malédiction d'Arkham (The Haunted Palace)
- 1964 : Le croque-mort s'en mêle (The Comedy of Terrors)
- 1964 : Bikini Beach
- 1964 : Pajama Party
- 1964 : La Tombe de Ligeia (The Tomb of Ligeia)
- 1965 : Dr. Goldfoot and the Bikini Machine
- 1966 : The Ghost in the Invisible Bikini
- 1966 : Fireball 500 (en)
- 1967 : Thunder Alley
- 1967 : La Poursuite des tuniques bleues (A Time for Killing)

### comme producteur
- 1961 : Le Maître du monde (Master of the World)
- 1965 : The City Under the Sea

### comme réalisateur
- 1965 : Le Messager du diable (Die, Monster, Die!)
- 1967 : Les Anges de l'enfer (Devil's Angels)
- 1968 : The Wild Racers
- 1970 : Horreur à volonté (The Dunwich Horror)
- 1970 : Paddy
- 1970 : Entre Dieu et la femme (Pieces of Dreams)
- 1971 : Nichols (série TV)
- 1972 : Le Sixième Sens (The Sixth Sense) (série TV)
- 1972 : Banyon (série TV)
- 1973 : Doc Elliot (série TV)
- 1975 : Khan! (série TV)
- 1975 : The Desperate Miles (TV)
- 1975 : The Blue Knight (série TV)
- 1976 : McNaughton's Daughter (TV)
- 1976 : Quincy (Quincy M.E.) (série TV)
- 1977 : The Hardy Boys Mysteries (série TV)
- 1977 : The Hardy Boys/Nancy Drew Mysteries (série TV)
- 1978 : A Double Life (TV)
- 1978 : Black Beauty (mini-série)
- 1978 : Little Mo (TV)
- 1978 : Le Signe de justice (Sword of Justice) (série TV)
- 1978 : Galactica (Battlestar Galactica) (série TV)
- 1979 : Buck Rogers au XXVe siècle (Buck Rogers in the 25th Century)
- 1979 : The Misadventures of Sheriff Lobo (série TV)
- 1979 : High Midnight (TV)
- 1980 : The Georgia Peaches (TV)
- 1981 : Margin for Murder (TV)
- 1982 : Pilote de K2000 (Knight Rider) (pilote de la série TV)
- 1982 : K 2000 (Knight Rider) (série TV)
- 1983 : Manimal (série TV)
- 1985 : Tonnerre mécanique (Street Hawk) (série TV)
- 1988 : Police 2000 (série TV)